# Godern
Godern è una località del comune di Pinnow nel Meclemburgo-Pomerania Anteriore, in Germania.
Appartiene al circondario (Kreis) di Ludwigslust-Parchim (targa PCH) ed è parte della comunità amministrativa (Amt) di Ostufer Schweriner See.
Già comune autonomo, nel 2011 è stato incorporato al comune di Pinnow.